# ایالت آزاد (استان)
ایالت آزاد (استان) (به لاتین: Free State (province)) یک استان‌های آفریقای جنوبی است.

## خصوصیات
ایالت آزاد ۱۲۹٬۸۲۵ کیلومترمربع مساحت و ۲٬۷۴۵٬۵۹۰ نفر جمعیت دارد.